# La Miséricorde de la Jungle
La Miséricorde de la Jungle és una pel·lícula franco-belga del director ruandès Joel Karekezi. Narra la història de dos soldats ruandesos separats de la seva unitat militar al començament de la Segona Guerra del Congo i la seva lluita per sobreviure en un ambient hostil de la selva enmig d'un intens conflicte armat.
La pel·lícula es va estrenar al Festival Internacional de Cinema de Toronto el 8 de setembre de 2018 i marca la segona realització de Karakezi. La pel·lícula va ser seleccionada entre la cartellera de la sèrie TIFF's Discovery; Stéphane Bak, un dels dos protagonistes, va ser una de vuit estrelles en ascens al festival. La pel·lícula està programada per aparèixer al Festival Internacional de Cinema Francòfon de Namur a Bèlgica.

## Sinopsi
El veterà de guerra Sergent Xavier (Marc Zinga) i el recluta novell soldat Faustin (Bak) són separats per accident del seu batalló ruandès en territori congolès quan pateixen una sobtada incursió nocturna. S'enfronten a la manca d'aigua, aliments i amenaces de la malària i la fauna de la selva. Els dos tracten de reunir-se amb el batalló marxant cap a l'oest objectiu però han de mantenir-se cautelosos d'interactuar amb la població local, donada l'antipatia congolesa a l'exèrcit ruandès i la presència de faccions rebels irregulars.
Al principi, el més vell Xavier és gros i exigent cap al jove Faustin, però finalment es desenvolupa un profund vincle entre els dos homes, sobretot perquè Faustin realitza contribucions crítiques per la seva supervivència. La pel·lícula està intercalada amb meditacions sobre els horrors que han sofert la regió i qüestions més àmplies de significat i pietat en temps de guerra. Xavier és particularment perseguit per les atrocitats que ha estat testimoni i comès mentre Faustin està motivat per l'assassinat de la seva família i una jove esposa que vol tornar a veure.
Finalment, opten per suplantar als soldats congolesos, i els dos aconsegueixen entrar amb un grup de vilatans que els mostren bondat i ajuda. Els fils argumentals de la pel·lícula: perseguir els rebels, reunificar-se amb la guerra i els viatges personals dels dos homes convergeixen a la conclusió de la pel·lícula.

## Repartiment
- Marc Zinga - Sergent Xavier
- Stéphane Bak - Soldat Faustin
- Ibrahim Ahmed - Líder rebel Mukundzi
- Kantarama Gahigiri - Kazungu
- Abby Mukiibi Nkaaga - El Major
- Michael Wawuyo - El cap de la vila Chief

## Producció
La Miséricorde de la Jungle va ser produïda a Bèlgica per Aurélien Bodinaux a través de Neon Rouge Productions. Bodinaux, Karekezi, i Casey Schroen surten als crèdits. Tact Productions de França i Perfect Shot Films d'Alemanya apareixen com a co-productors. Es va rodar a Uganda.